# (9016) Henrymoore
(9016) Henrymoore (1986 AE) – planetoida z pasa głównego asteroid okrążająca Słońce w ciągu 4,52 lat w średniej odległości 2,73 au. Odkryta 10 stycznia 1986 roku.